# Parkfriedhof Marzahn
Der Parkfriedhof Marzahn ist ein landeseigener Friedhof im Berliner Ortsteil Marzahn, dessen  Ursprung am Beginn des 20. Jahrhunderts liegt. Zunächst als reguläre Begräbnisstätte in Betrieb genommen, kamen in den vergangenen Jahrzehnten vor allem Ehrenmale und Ehrenfriedhöfe hinzu. So gibt es einen Friedhof für die gefallenen Krieger im Ersten Weltkrieg, Ehrengrabstätten von zwei Roten Matrosen, Gräberfelder für die Gefallenen des Zweiten Weltkriegs, für verstorbene Zwangsarbeiter, für ermordete Antifaschisten und einen Ehrenhain für Kämpfer der Roten Armee.

## Lage
Der Parkfriedhof umfasst im 21. Jahrhundert, nach zwei Erweiterungen, eine Fläche von 22,4 Hektar und liegt westlich der Wriezener Bahn entlang dem Wiesenburger Weg, nördlich des S-Bahnhofes Marzahn. Der Haupteingang befindet sich am Wiesenburger Weg 10, nahe dem Firmengelände der Knorr-Bremse. Er ist der größte Friedhof im Bezirk. Ein weiterer Ausgang am Nordende des Friedhofes führt zum S-Bahnhof Raoul-Wallenberg-Straße.
Auf dem Friedhof befinden sich 4660 Einzelgrabstellen von Opfern von Krieg und Gewaltherrschaft.

## Park und Friedhof

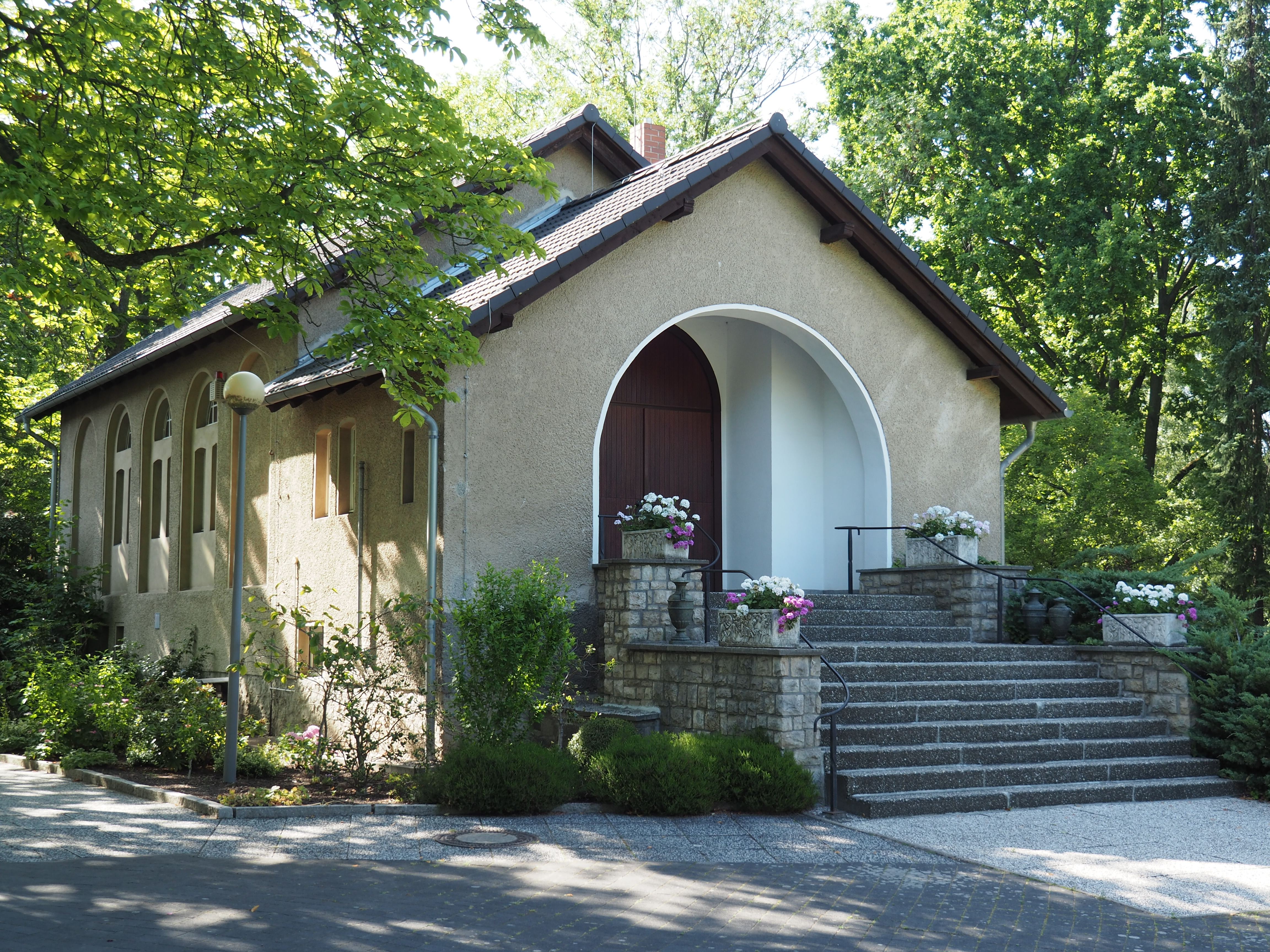
Feierhalle

Er weist typische Merkmale eines Parkfriedhofs auf, in dem die Friedhofsanlagen meist aus rechteckigen, durch baumbestandene Hauptwege gegliederten Grabanlagen bestehen. Aus diesem Grunde wurde der Friedhof in seiner Anlage in der Berliner Denkmalliste als Gartendenkmal aufgenommen. Nahe dem Eingang steht eine Sommerlinde aus den 1920er Jahren, für die ein Antrag als Naturdenkmal läuft.
Durch die strukturierte Vegetation (Bäume, Sträucher, Hecken, Grabanlagen und Rasenflächen) bildet er neben dem Großsiedlungsgebiet Marzahn ein notwendiges Biotopsystem der Stadt, ein Rückzugsgebiet für Pflanzen und Tiere. Auf dem Parkfriedhof wachsen neben rot- und weißblühenden Rosskastanien, Birken, Roteichen, Eschen und Nadelbäume wie Serbische Fichten und Gemeine Fichten. Nahe dem Sowjetischen Ehrenhain sind Krimlinden angepflanzt.
Im Südosten, rechts vom Eingangsbereich, wurde ein Folienteich angelegt, der mit Sumpf- und Wasserpflanzen besetzt ist. Dieser Teich bietet die Grundlage für ein Feuchtbiotop (Amphibienlaichgewässer) mit Fröschen, Ringelnattern und Libellen. Spontan siedelten sich im Uferbereich weitere Pflanzen wie Rohrkolben, Sumpfdotterblumen und Kalmus an.
Auf der Ostseite des Friedhofs entlang der Bahnlinie gibt es naturbelassene Flächen, die besonders dem Arten- und Biotopschutz vorbehalten sind und nicht zu Begräbnisflächen umgestaltet werden sollen. Hier sind Greifvögel und Feldhasen heimisch, im Unterholz finden sich sogar Nachtigallen. Zahlreiche Nistkästen, die ehrenamtlich betreut werden, fördern die Anwesenheit der Vögel. Zauneidechsen finden auf den Wiesen- und Hochstaudenflächen Unterschlupf, teilweise tragen die Flächen den Charakter eines Vorwaldes. Diese parkartigen Waldflächen befinden sich auf fünf Arealen am Haupteingang rechts vom Hauptweg. Eine zweite Waldfläche gibt es gegenüber den Grabflächen der Sinti und Roma sowie der Polinnen bis zur Abteilung 27 und 29.
Auf dem Friedhof wird bis Ende 2025 ein modernes barrierefreies Verwaltungsgebäude in nachhaltiger Bauweise errichtet.

## Geschichte
In Ergänzung zur Begräbnisfläche des Friedhofs Friedrichsfelde in der Marzahner Chaussee wurde 1909 nahe dem Dorf Marzahn ein weiterer Armenfriedhof östlich von Berlin angelegt, begünstigt durch die Lage an der Eisenbahnstrecke. Der Friedhof wurde am 29. November 1909 eröffnet. Auf dem Armenfriedhof wurden mittellos Verstorbene bestattet, für die die öffentliche Wohlfahrtspflege die Kosten übernahm. Die Feierhalle des Friedhofs gleich links neben dem Eingang wurde wohl 1911 erbaut. Gefallene Soldaten des Ersten Weltkriegs wurden hier bestattet. Zwischen 1933 und 1945 erhielten zahlreiche Opfer des nationalsozialistischen Regimes und des Zweiten Weltkriegs ihre letzte Ruhestätte auf dem Gelände. Entsprechend wurden, beginnend mit den 1950er Jahren, einzelnen Opfergruppen verschiedene Gedenksteine gewidmet.

## Die Gedenkstätten

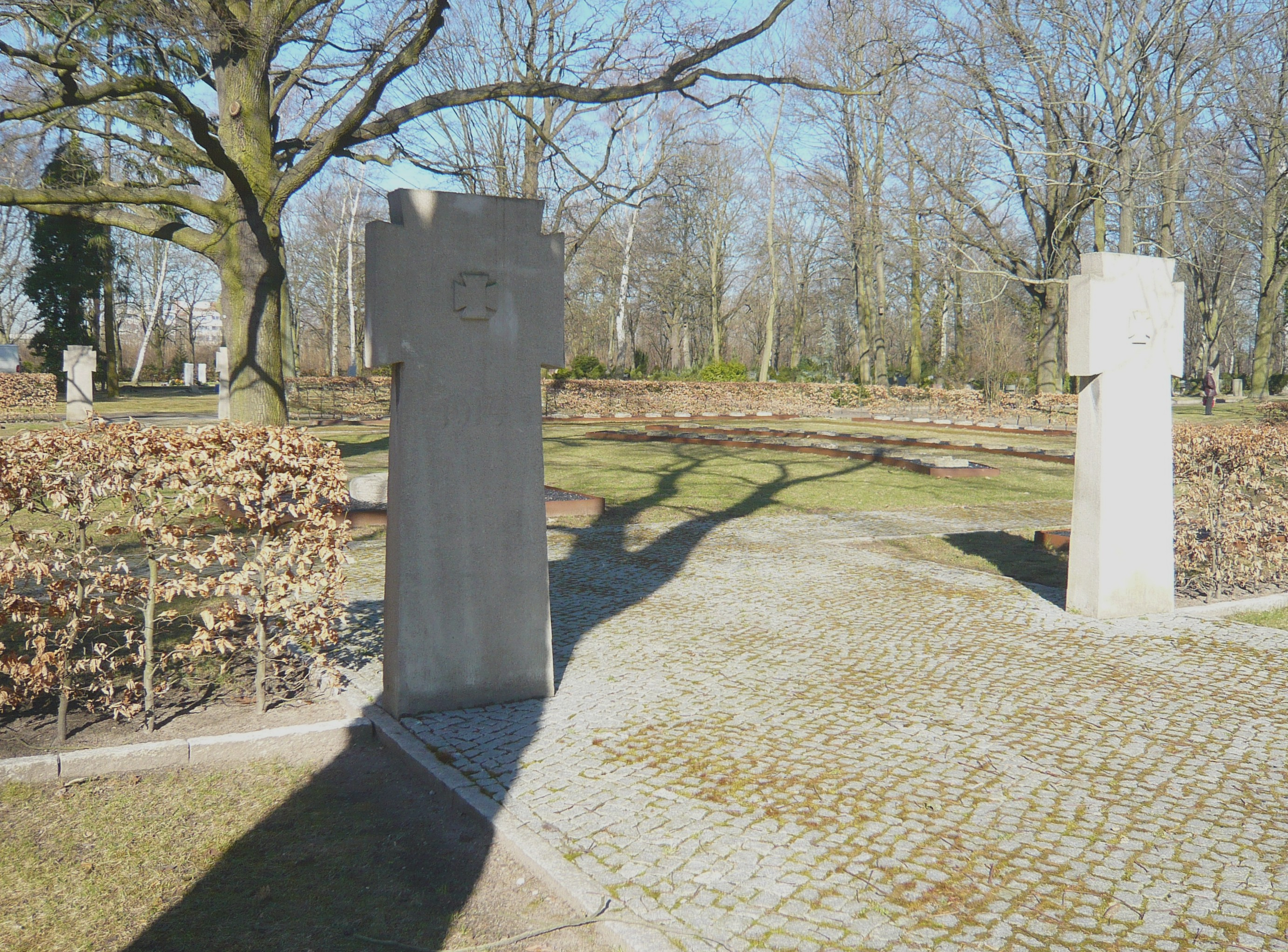
Grabstätte der Toten 1914–1918

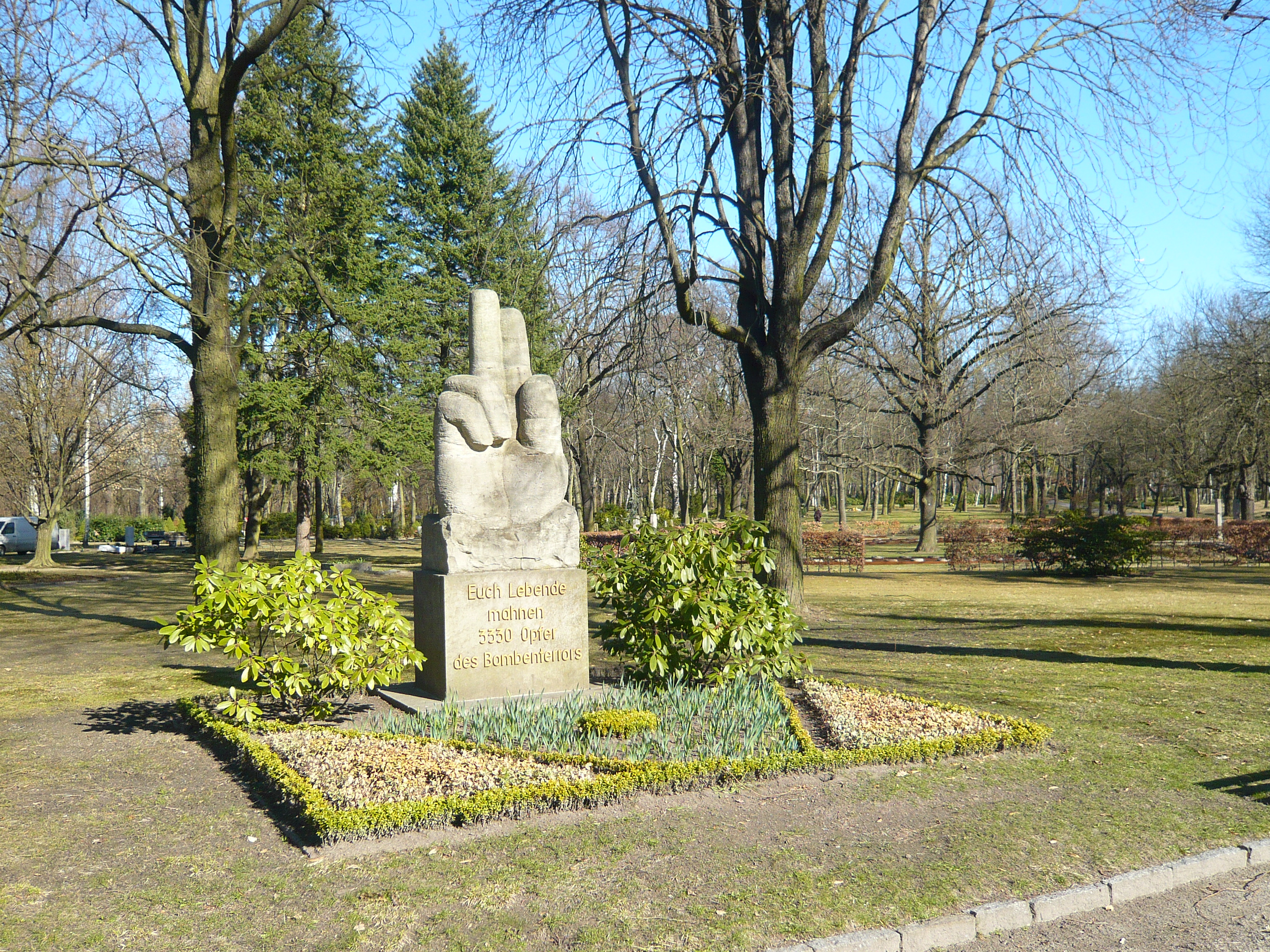
Ehrung der Bombenopfer

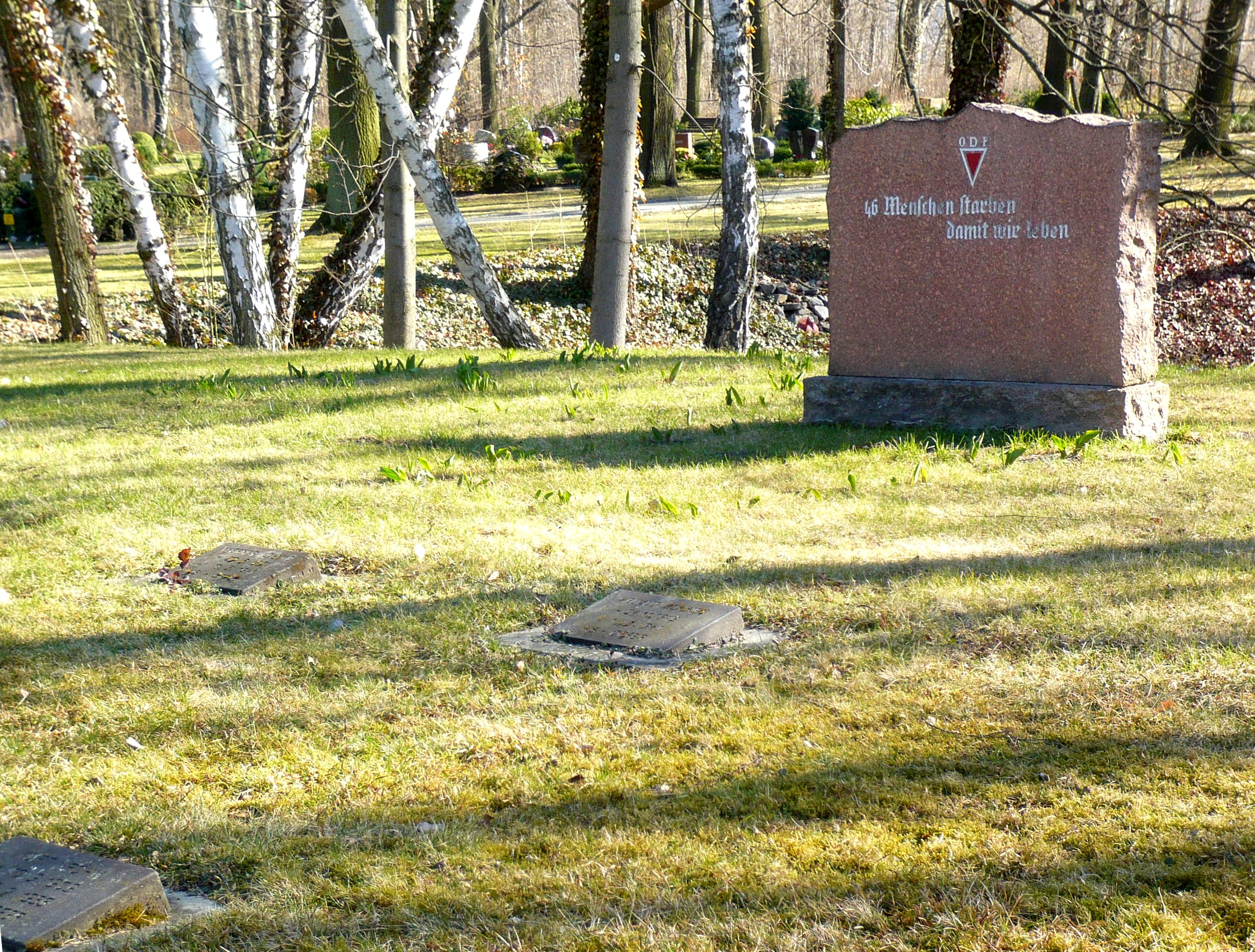
Urnenfeld für die Opfer des Faschismus

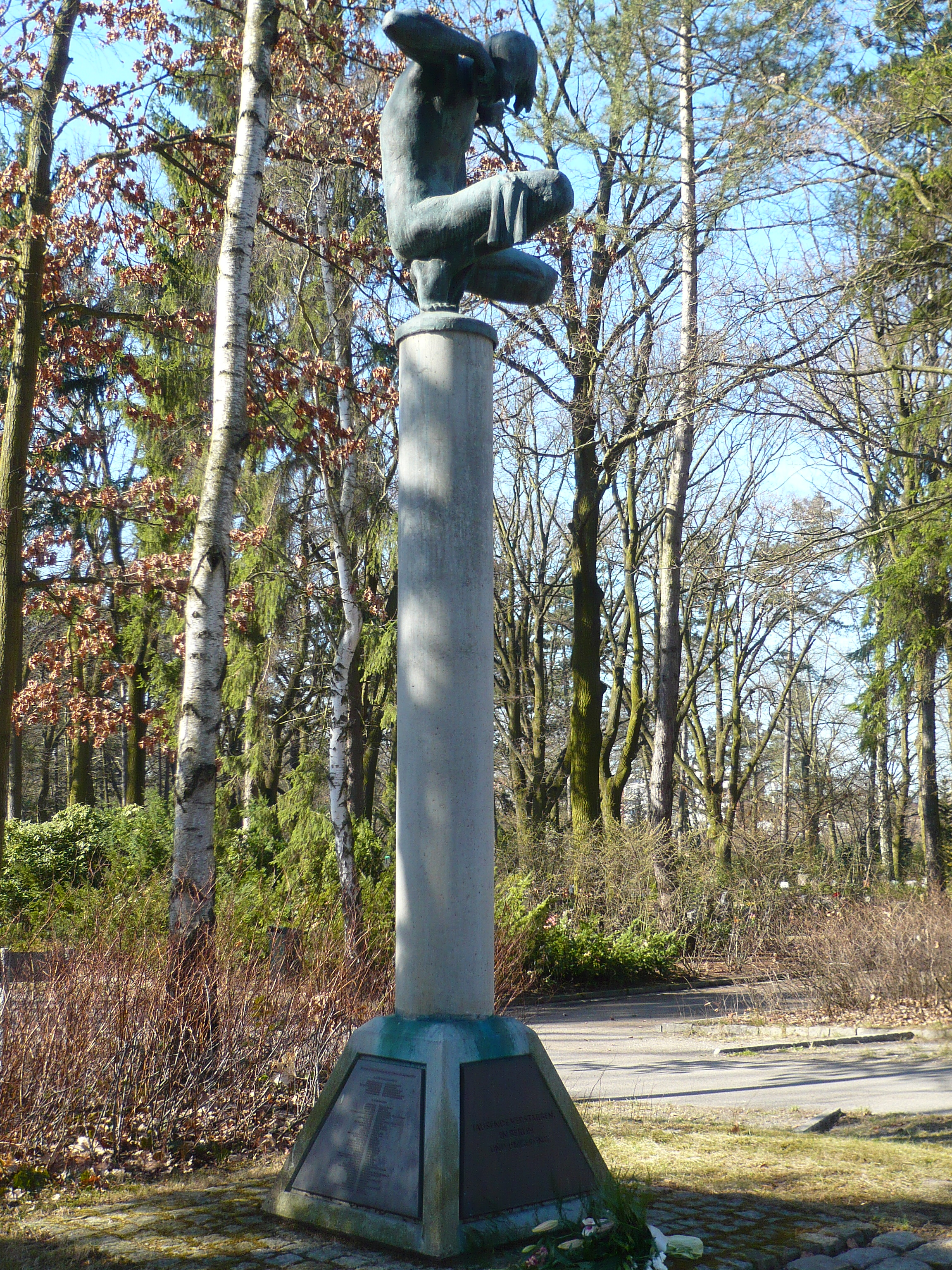
Stelenskulptur für alle zu Tode gekommenen Zwangsarbeiter in Marzahn

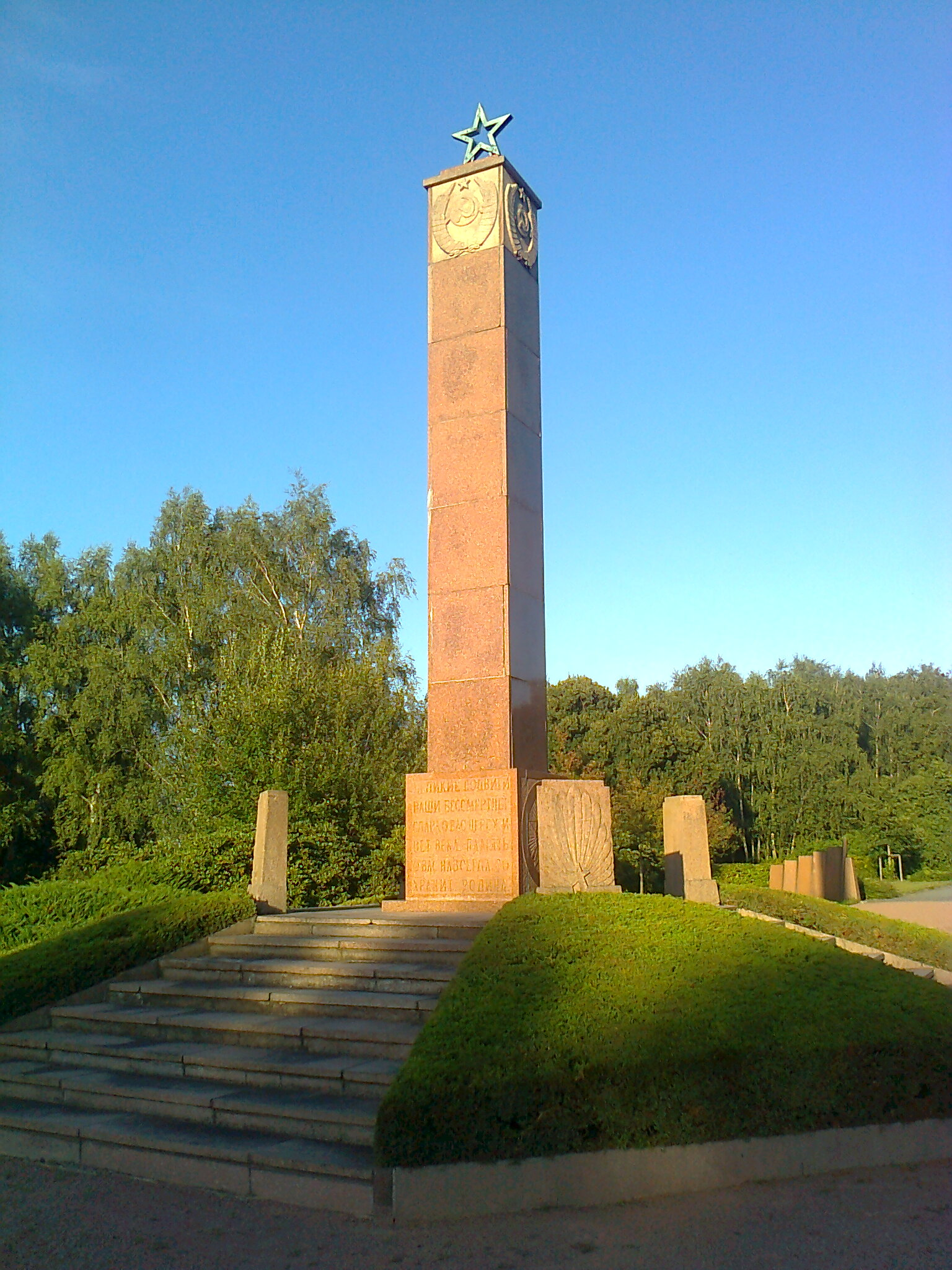
Zentrum des Sowjetischen Ehrenfriedhofs mit dem roten Obelisken

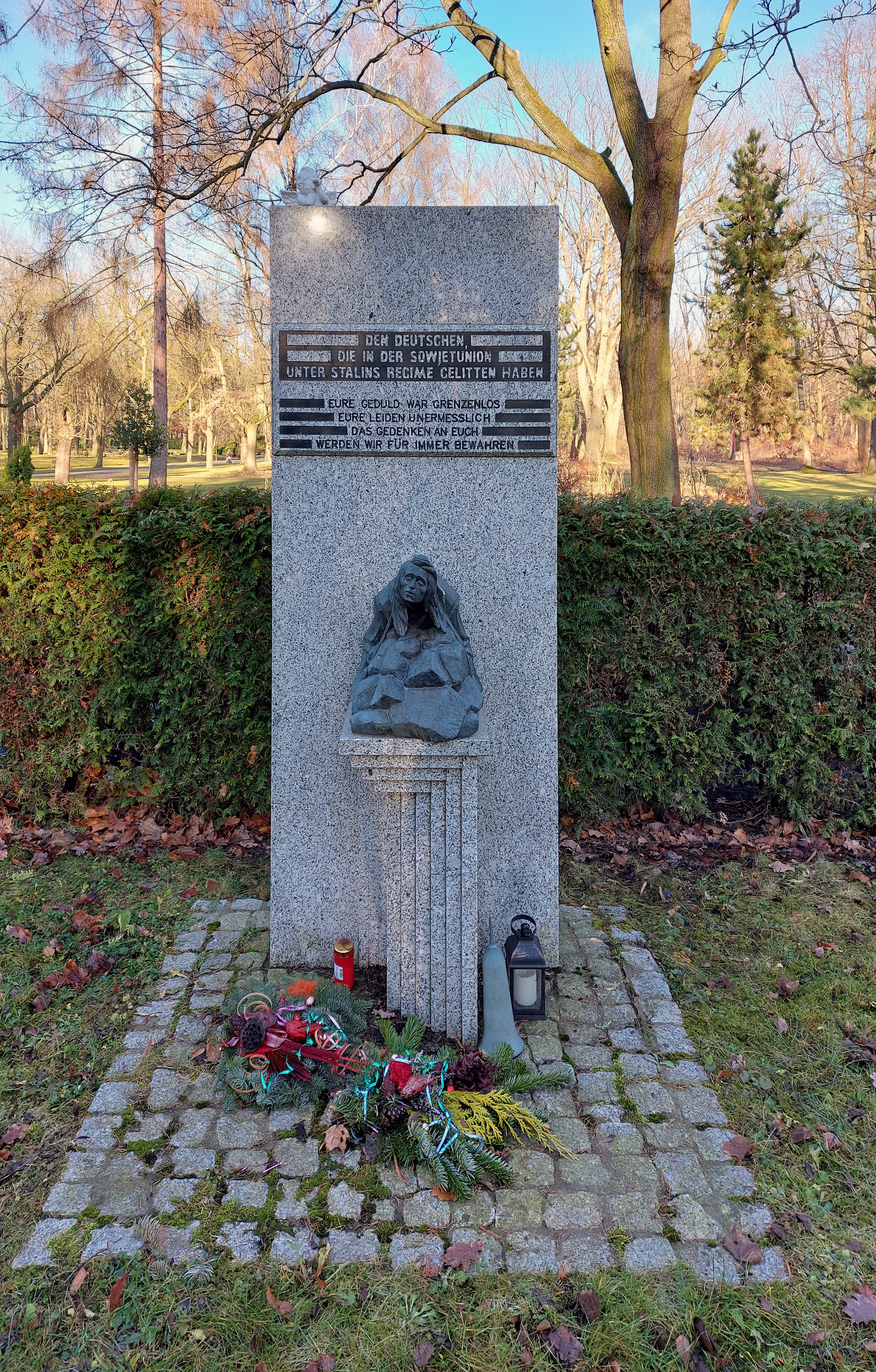
Gedenkstein für die Opfer des Stalinismus

Die auf dem Friedhof vorhandenen Gedenkstätten sind in die Bezirksliste der geschützten Denkmale aufgenommen.

### Ehrenhain für gefallene Soldaten des Ersten Weltkriegs
Am Haupteingang des Friedhofs befindet sich die Anlage für Gefallene des Ersten Weltkriegs, die von einer Hainbuchenhecke umgeben ist. In ihrer Mitte steht eine alte Stieleiche mit einem steinernen Eichenlaubkranz am Fuß. Grabsteine mit Eichenlaubkränzen umgeben diese Eiche.

### Gedenkstein Rote Matrosen 1918
Fritz und Albert Gast sind zwei Rote Matrosen, die am 12. März 1919 vom Freikorps Lüttwitz ermordet wurden. Ihr Ehrengrab liegt drei Abteilungen links hinter dem Ehrenhain für die Gefallenen des Ersten Weltkriegs, am dritten Querweg. Im Park an der Möllendorffstraße in Lichtenberg befindet sich eine Gedenktafel an dem Ort, wo die Matrosen erschossen wurden. 

„Dem Gedenken der am 12. März 1919 ermordeten Matrosen Gebrüder Fritz und Albert Gast.“

### Gedenkstein gefallener italienischer Soldaten des Zweiten Weltkriegs
Auf Initiative der Italienischen Botschaft in Berlin wurde ein Denkmal für die Italiener errichtet, die an der Seite der Alliierten gefallen sind. Dieser Gedenkstein befindet sich in der Abteilung 18, nahe dem Gedenkstein der Roten Matrosen.

### Gedenkstein für die Opfer des Zweiten Weltkriegs
Die Schwurhand neben der Feierhalle wurde 1952 vom Bildhauer Erwin Kobbert geschaffen. Sie gemahnt an die 3330 Bombenopfer des Zweiten Weltkriegs in mehreren Kriegsgräberfeldern. Auf dem Friedhof befinden sich im südlichen Teil mehrere Gräberfelder für Opfer von Krieg und Gewaltherrschaft, die durch schrägliegende Platten aus Majolika mit Namen, Geburts- und Sterbedatum und einer kategorisierenden Inschrift versehen sind. In den Reihen fehlende Steine markieren Grabstellen, wo Angehörige Umbettungen durchgeführt haben. Pflege und Erhalt dieser Grabstätten sind vom Land Berlin durch das Kriegsgräbergesetz übernommen worden.

### Gedenkstein für die Opfer des Faschismus
Rechts vom Hauptweg gegenüber der Urnengemeinschaftsanlage hinter Wacholderhecken steht der OdF-Gedenkstein mit einer ehrenden Inschrift. In 46 Einzelgräbern ruhen aktive Widerstandskämpfer gegen den Faschismus. Es handelt sich um vier Frauen und 42 Männer, die als politische Häftlinge zum Tode verurteilt und im Strafgefängnis Plötzensee ermordet wurden. Nach der Hinrichtung mit Strick oder Fallbeil wurden sie verbrannt und ihre Urnen in dieser Abteilung beigesetzt. Das auf der Spitze stehende rote Dreieck symbolisiert die Markierung für politisch Verfolgte, wie es in den Konzentrationslagern als Kennzeichen eingesetzt wurde.

„46 Menschen starben, damit wir leben“

### Gedenkstein für Sinti und Roma
Rechts des verlängerten Hauptweges im hinteren Friedhofsteil zum Ausgang Raoul-Wallenberg-Straße wurde 1986 ein Denkmal für Sinti und Roma aufgestellt. Es besteht aus einem bearbeiteten Findling und wurde vom Bildhauer Jürgen Raue geschaffen. Er steht inmitten des extensiv belassenen Gräberfeldes. 2006 wurde davor noch eine steinerne Texttafel hinzugefügt. Die verschiedenen Inschriften lauten:

„Vom Mai 1936 bis zur Befreiung unseres Volkes durch die ruhmreiche Sowjetarmee litten in einem Zwangslager unweit dieser Stätte Hunderte Angehörige der Sinti. Ehre den Opfern.“

„Auf einem ehemaligen Rieselfeld nördlich dieses Friedhofs richteten die Nazis im Vorfeld der Olympischen Spiele 1936 einen „Zigeunerrastplatz“ ein, auf dem Hunderte Sinti und Roma gezwungen wurden zu leben. Zusammengepfercht in düsteren Baracken fristeten die Lagerbewohner ein elendes Dasein. Harte Arbeit, Krankheit und Hunger forderten ihre Opfer. Willkürlich wurden Menschen verschleppt und verhaftet. Demütigende rassenhygienische Untersuchungen verbreiteten Angst und Schrecken. Im Frühjahr 1943 wurden die meisten der „Festgesetzten“ nach Auschwitz deportiert. Männer und Frauen, Greise und Kinder. Nur wenige überlebten.“

### Denkmal zur Erinnerung an die Opfer der Zwangsarbeit 1939–1945
Dieses Denkmal wurde am 27. Januar 2004 geweiht und erinnert an die Verstorbenen von mehreren Tausend Zwangsarbeitern. Es hat die Form einer Stele mit einem Sockel, auf der Säule kniet eine bronzene Figur in trauernder Haltung. Der Bildhauer Michael Klein hat das Denkmal gestaltet. Allein in Marzahn befanden sich 27 Lager mit als Ostarbeitern bezeichneten Menschen aus der Sowjetunion, Polen und der Tschechoslowakei, hinzu kamen Zwangsarbeiter aus Italien, Belgien, den Niederlanden und anderen Ländern Europas. Die Deutsche Reichsbahn beschäftigte die meisten Zwangsarbeiter, sie hatte sieben Lager in Marzahn-Hellersdorf. Für den Generalbauinspektor für die Reichshauptstadt Albert Speer waren Bauarbeiter in ganz Berlin tätig. Die Gedenksäule befindet sich im hinteren Friedhofsteil direkt rechts vom Hauptweg in der Abteilung 23. Auf ihrem prismatischen Sockel mahnt folgende Inschrift:

„Zur Erinnerung an die Zwangsarbeiterinnen und Zwangsarbeiter sowie ihre Kinder aus vielen Ländern Europas 1939 bis 1945“

Bereits seit den frühen 1950er Jahren existierte ein Denkmal für die Opfer der Vereinten Nationen, das in der zweiten Hälfte der 1990er Jahre wegen des schlechten Zustandes abgetragen wurde. Auf einer großen Rasenfläche vor dem neuen Denkmal sind sowohl in Einzelgräbern als auch in Massengräbern viele Tausend Zwangsarbeiterinnen und Zwangsarbeiter bestattet. Soweit bekannt, sind alle Grabplatten mit den Namen und den Lebensdaten versehen. Es lässt sich ablesen, dass noch im Herbst 1945 Menschen an den Folgen der schweren Arbeit verstorben sind.

### Gedenkstein für 20 polnische Zwangsarbeiterinnen
Bei einem Luftangriff der Alliierten 1943 im Wedding kamen 100 Kinder und 20 polnische Frauen zwischen 14 und 21 Jahren ums Leben. Für diese jungen Frauen wurde 2004 der Stein auf Initiative von ehemaligen Kolleginnen aus Łódź errichtet, die ebenfalls Zwangsarbeiter in Berlin waren. Diese Grabfläche in der Abteilung 19 ist unweit des hinteren Eingangs vom S-Bahnhof Raoul-Wallenberg-Straße gelegen.

### Sowjetischer Ehrenfriedhof
Am nordwestlichen Ende befindet sich der Sowjetische Ehrenhain, der nach Plänen des Gartenarchitekten Johannes Mielenz und des Bildhauers Erwin Kobbert gestaltet wurde. Ein Rondell im Zentrum wird von einer quadratischen Grünfläche umgeben, zu der es zwei Zugänge, flankiert von symbolischen zur Trauer gesenkten Fahnen aus rotem Granit, gibt. Vor dem südlichen Zugang stehen zwei Granitsteine mit der Inschrift „Ewiger Ruhm den Helden, die für die Freiheit und Unabhängigkeit der sozialistischen Heimat gefallen sind“ (auf dem zweiten Stein gibt es den gleichen Text in russischer Sprache).
Mit der Sowjetischen Stadtkommandantur abgestimmt, wurde der Ehrenfriedhof am 7. November 1958 eingeweiht. Im Zentrum steht ein zehn Meter hoher Obelisk aus rotem Granit. Eine symbolische Urne aus Muschelkalk in einer Pergola enthält die Asche von 125 gefallenen sowjetischen Soldaten, die beim Kampf um Berlin gefallen sind. Die Offiziersgräber befinden sich am zentralen Weg zwischen Rosen und Zwergmispeln, umgeben von einer Thuja-Hecke. Grabstätten weiterer sowjetischer Bürger liegen links des Weges an einer Hainbuchenhecke. Im Gegensatz zum übrigen Friedhof schaffen die großen Rasenflächen und die Birken am Rande den Eindruck von Großzügigkeit und russischer Weite. Die Geometrie der Anlage wird durch Rotdorn und Rhododendron unterstützt. Am Obelisken mit dem Sowjetstern im erhöhten Zentrum des Ehrenfriedhofs wird mit folgenden Worten an die Opfer aus den Reihen der Roten Armee erinnert:

„Eure grossen Heldentaten sind unsterblich, euer Ruhm wird Jahrhunderte überleben, die Heimat wird euch stets in Erinnerung behalten.“

### Denkmal für die Opfer des Stalinismus
Der Erinnerungsstein für die vertriebenen Russlanddeutschen steht gegenüber der Schwurhand am südlichen Ende des Friedhofes rechts vom Hauptweg. Der Grundstein dafür wurde am 11. Oktober 2001 gelegt, das Denkmal war 2002 fertig. Es erinnert an die Vertreibung der Russlanddeutschen aus ihren ursprünglichen Siedlungsgebieten durch Stalin.

## Grabstätten
Da der Friedhof als Armenfriedhof angelegt wurde, fehlen erwartungsgemäß historische Grabstätten. Allerdings befinden sich unter den 12.000 Gräbern sehenswerte Grabstätten aus den letzten Jahren. Die jährliche Anzahl an Bestattungen lag zu Beginn des  21. Jahrhunderts bei 650. Seine Besonderheit bezieht der Friedhof aus der botanischen Anlage. Die Vielzahl an Gedenkstätten bewahrt die Erinnerung an Opfer verschiedener Kriege und Gräueltaten.
Hinter der anonymen Urnengemeinschaftsanlage befinden sich zwei Grabflächen für halbanonyme Gemeinschaftsbestattungen. Es ist eine Bestattung in Grabfeldern möglich, die für die Angehörigen pflegefrei sind. Auf ortsnahen Grabstelen sind die Namen der jeweils im Feld bestatteten Verstorben angebracht.